# Skillebekk (Nittedal)

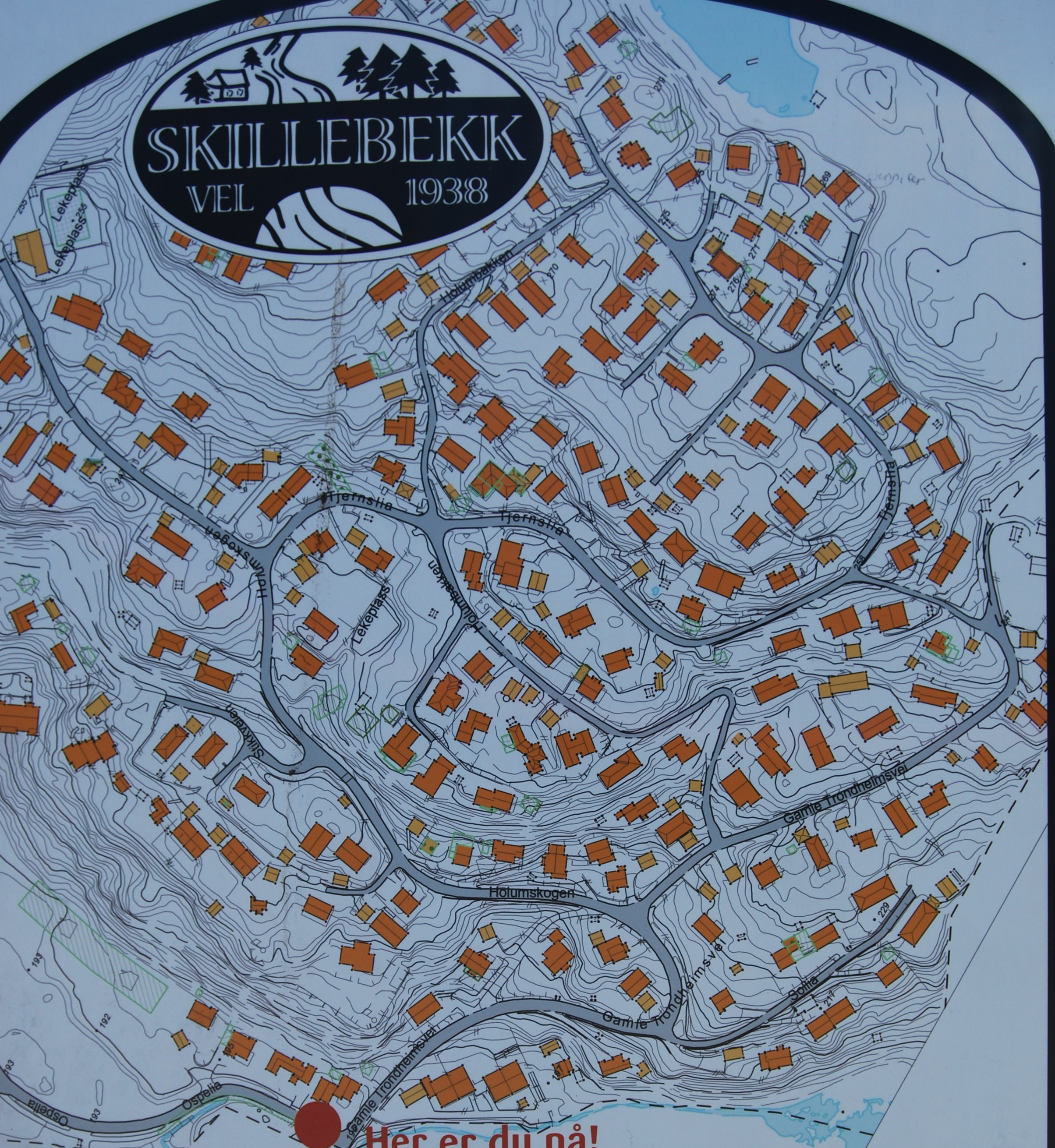
Karte von Skillebekk

Skillebekk (deutsch wörtlich: „Grenzbach“) ist ein Wohngebiet im äußersten Süden der Kommune Nittedal im Fylke Akershus. Es liegt unmittelbar nordöstlich der norwegischen Hauptstadt und zählt zum Großraum Oslo. Nur wenige Meter südlich fließt der Bach Skillebekken in den etwa 200 m  großen Teich Tokerudtjern, der genau an der Grenze zwischen Oslo und Akershus liegt. Skillebekk ist nicht zu verwechseln mit dem gleichnamigen Stadtteil nahe dem Zentrum von Oslo.
Skillebekk ist über die Nationalstraße Riksvei 4 und die Ausfahrt Gamle Trondheimsvei („Alter Trondheimsweg“) von Westen aus zu erreichen.

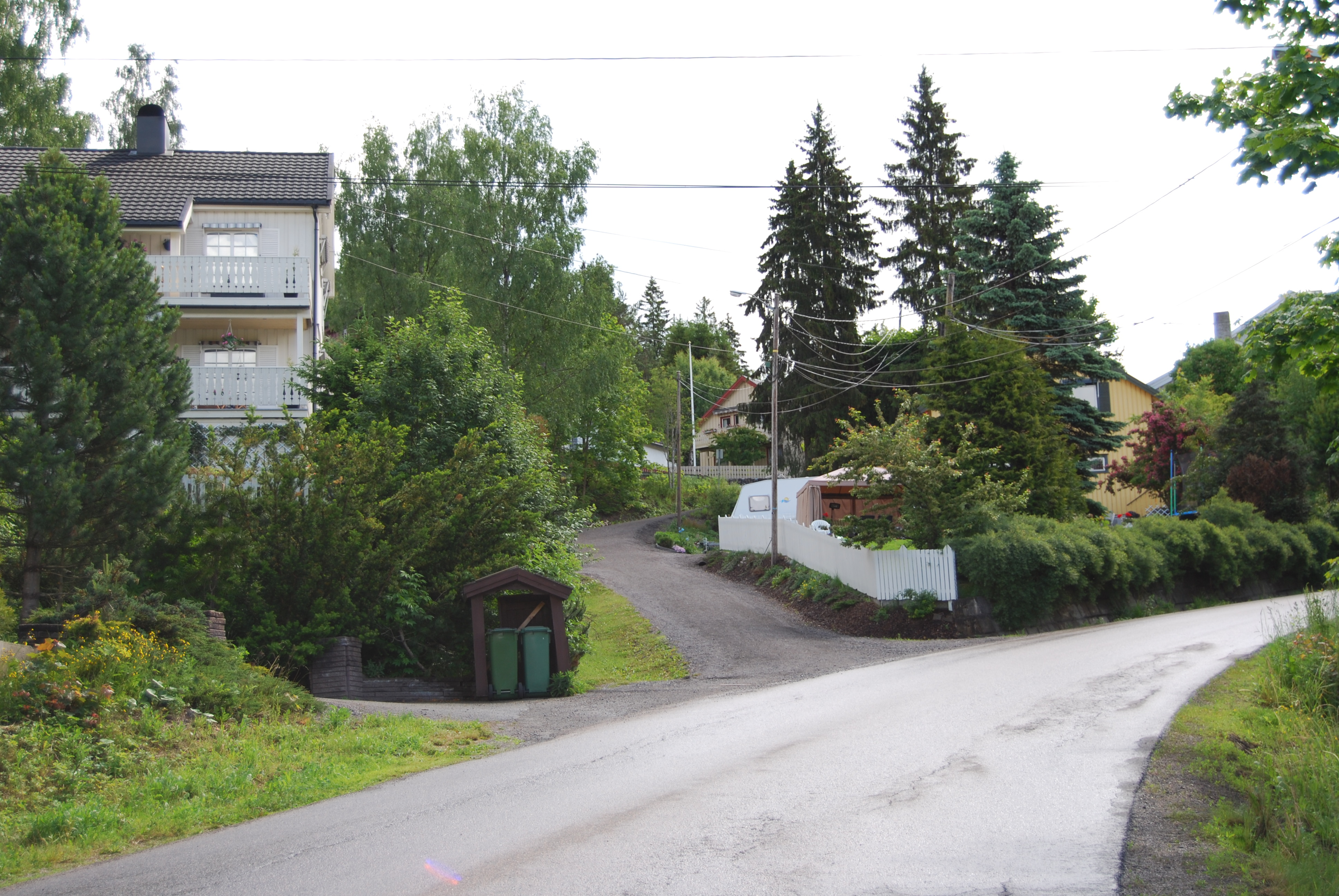
Der Gamle Trondheimsvei in Skillebekk
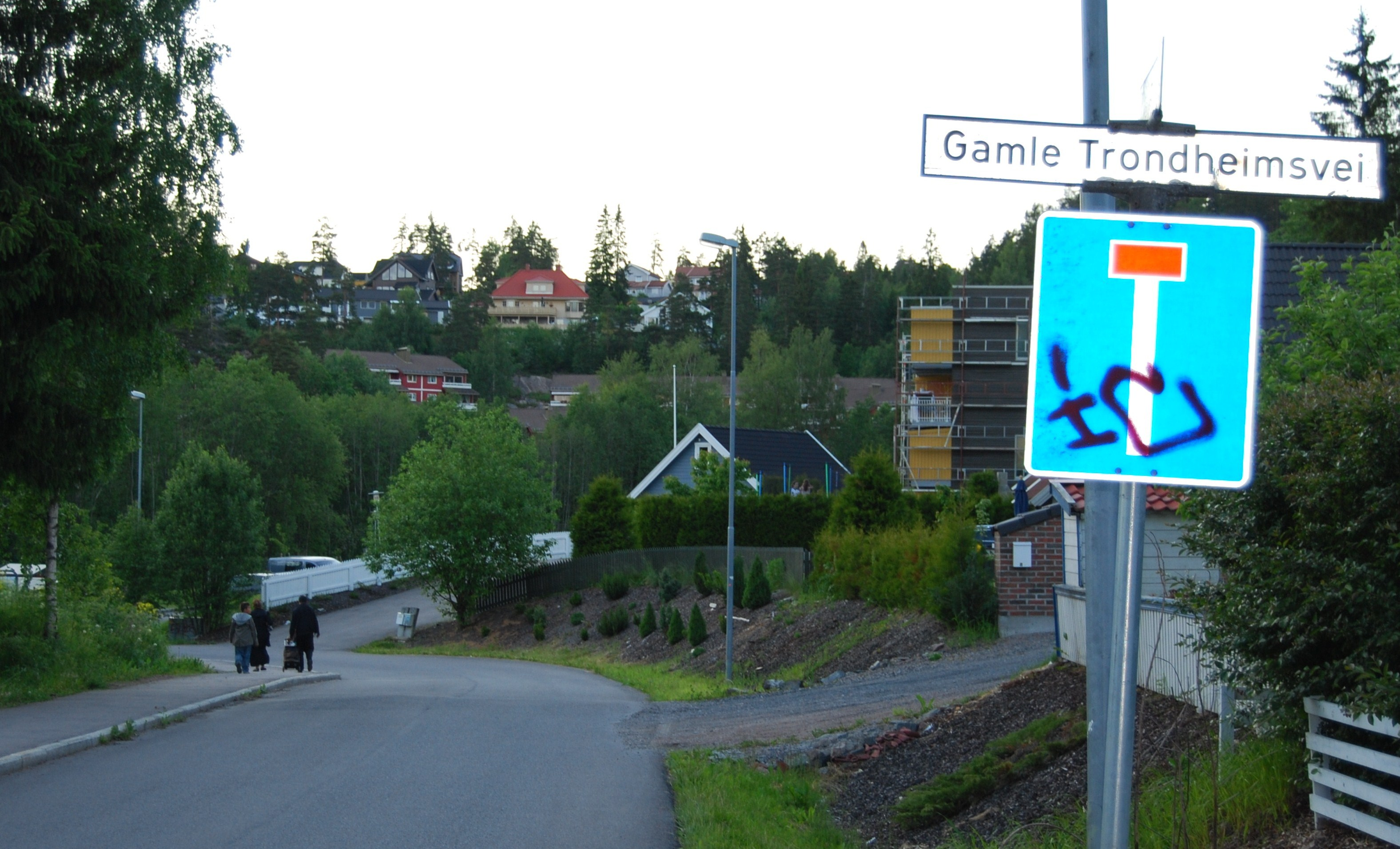
Blick vom Gamle Trondheimsvei in die Ospelia
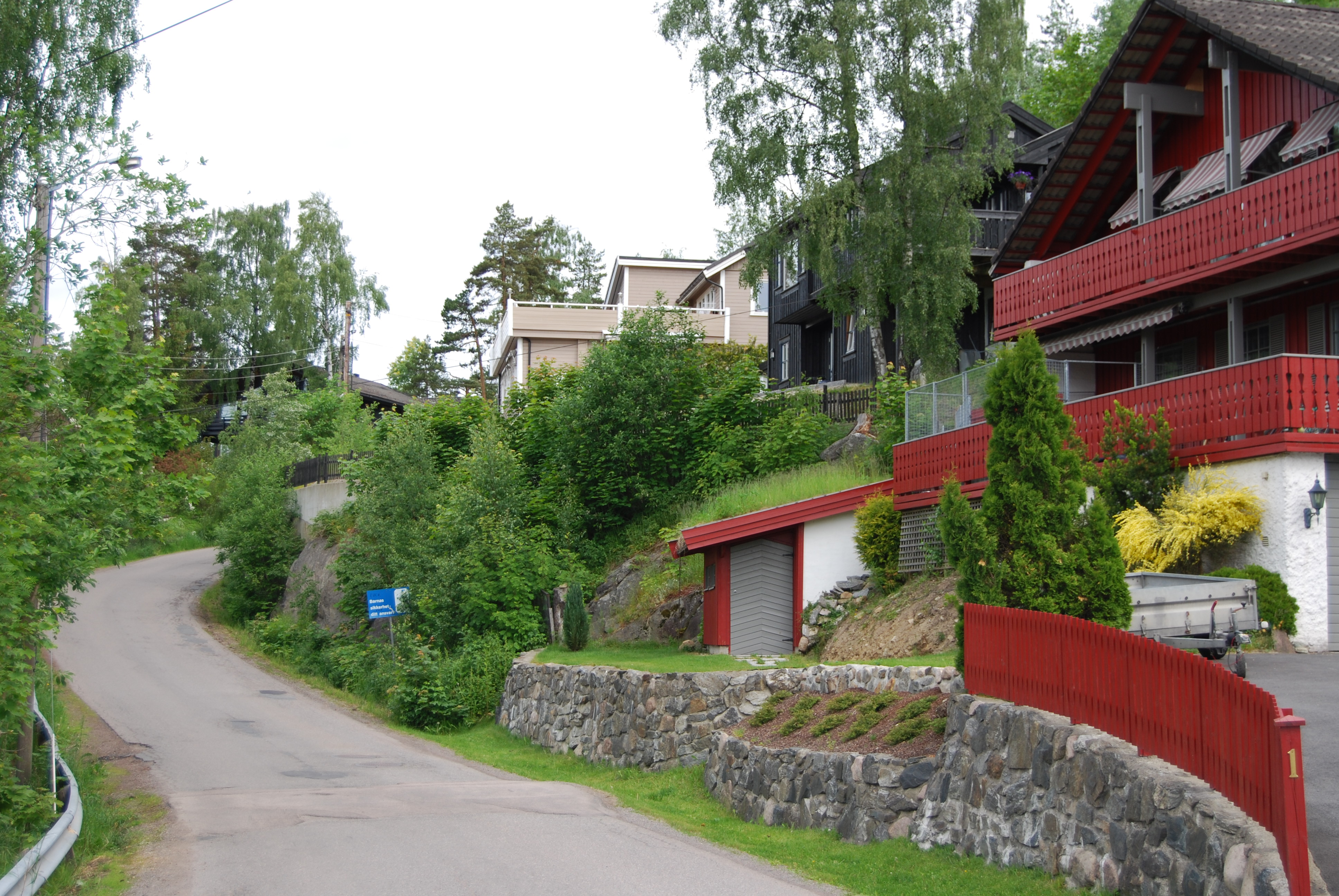
Häuser am Holumskogen
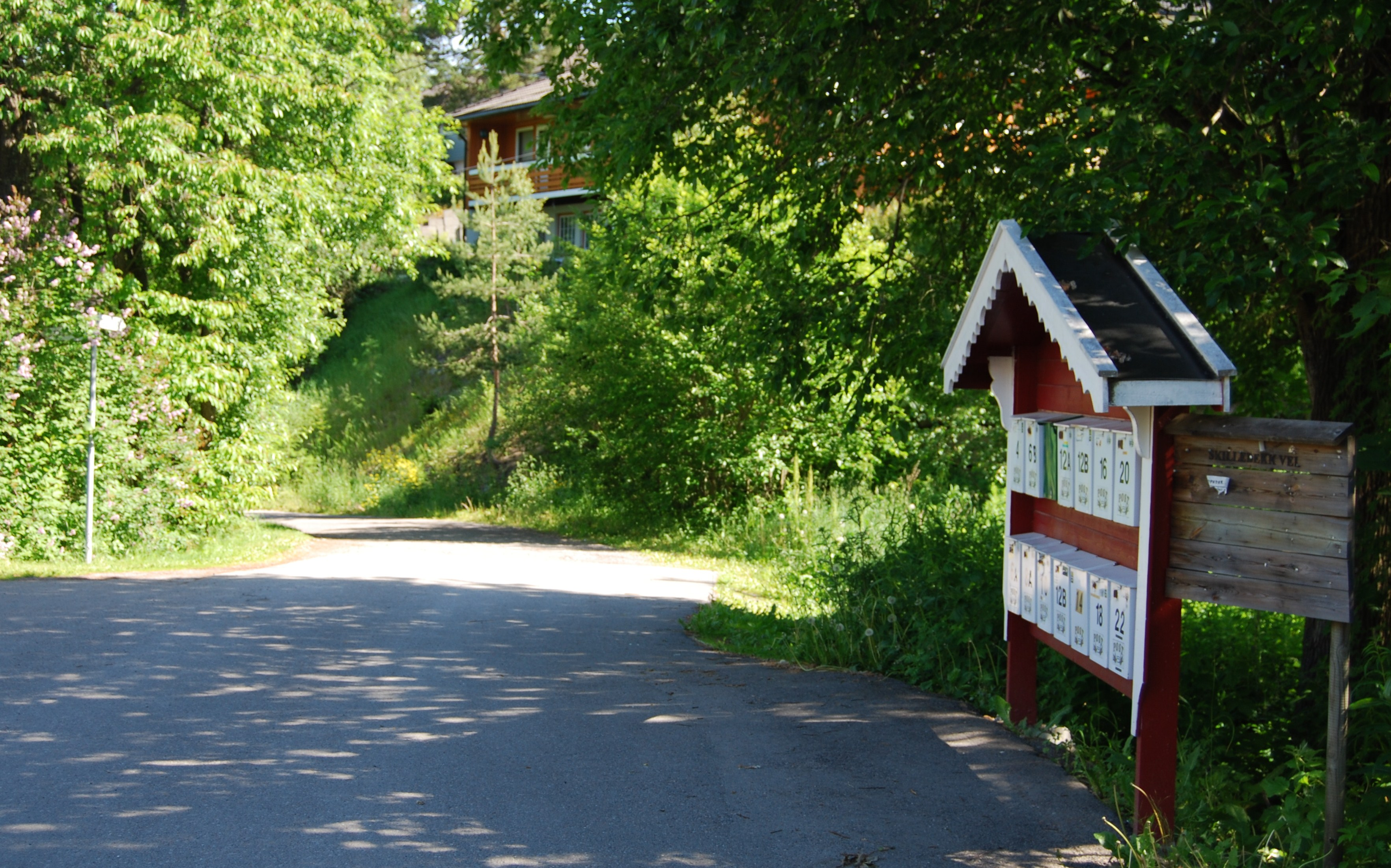
Briefkästen am Stikkvei